# Italia alla XXX Universiade
L'Italia ha partecipato alla XXX Universiade, tenutasi a Napoli dal 3 al 14 luglio 2019, conquistando un totale di quarantaquattro medaglie.

## Medagliere per discipline
| Sport                | Oro | Argento | Bronzo | Totale |
| -------------------- | --- | ------- | ------ | ------ |
| Scherma              | 5   | 3       | 5      | 13     |
| Atletica leggera     | 4   | 0       | 0      | 4      |
| Tiro                 | 2   | 1       | 1      | 4      |
| Nuoto                | 1   | 5       | 5      | 11     |
| Ginnastica artistica | 1   | 1       | 1      | 3      |
| Pallavolo            | 1   | 1       | 0      | 2      |
| Pallanuoto           | 1   | 1       | 0      | 2      |
| Ginnastica ritmica   | 0   | 1       | 0      | 1      |
| Tuffi                | 0   | 0       | 2      | 2      |
| Calcio               | 0   | 0       | 1      | 1      |
| Taekwondo            | 0   | 0       | 1      | 1      |
| Totale               | 15  | 13      | 16     | 44     |

### Dettaglio
| Sport                | Oro                                     | Argento                          | Bronzo                               |
| -------------------- | --------------------------------------- | -------------------------------- | ------------------------------------ |
| Scherma              | Damiano Rosatelli (fioretto)            | Guillaume Bianchi (fioretto)     | Matteo Neri (sciabola)               |
| Scherma              | Squadra maschile fioretto               | Lucia Lucarini (sciabola)        | Squadra maschile spada               |
| Scherma              | Erica Cipressa (fioretto)               | Squadra femminile spada          | Camilla Mancini (fioretto)           |
| Scherma              | Squadra femminile fioretto              |                                  | Michela Battiston (sciabola)         |
| Scherma              | Squadra femminile sciabola              | Roberta Marzani (spada)          |                                      |
|                      |                                         |                                  |                                      |
| Atletica leggera     | Luminosa Bogliolo (100 m ostacoli)      |                                  |                                      |
| Atletica leggera     | Ayomide Folorunso (400 m ostacoli)      |                                  |                                      |
| Atletica leggera     | Roberta Bruni (Salto con l'asta)        |                                  |                                      |
| Atletica leggera     | Daisy Osakue (Lancio del disco)         |                                  |                                      |
|                      |                                         |                                  |                                      |
| Tiro                 | Chiara Di Marziantonio (skeet)          | Fiammetta Rossi (fossa olimpica) | Squadra mista 10 m aria compressa    |
| Tiro                 | Squadra mista fossa olimpica            |                                  |                                      |
|                      |                                         |                                  |                                      |
| Nuoto                | Silvia Scalia (50 m dorso)              | Matteo Ciampi (400 m s.l.)       | Stefano Di Cola (200 m s.l.)         |
| Nuoto                |                                         | Alessio Occhipinti (1500 m s.l.) | Staffetta maschile 4x100 m s.l.      |
| Nuoto                | Staffetta maschile 4x200 m stile libero | Silvia Scalia (100 m dorso)      |                                      |
| Nuoto                | Linda Caponi (400 m s.l.)               | Ilaria Cusinato (400 m misti)    |                                      |
| Nuoto                | Staffetta femminile 4x200 m s.l.        | Staffetta femminile 4x100 m s.l. |                                      |
|                      |                                         |                                  |                                      |
| Ginnastica artistica | Carlotta Ferlito (Corpo libero)         | Lara Mori (trave)                | Squadra femminile concorso a squadre |
|                      |                                         |                                  |                                      |
| Pallavolo            | Nazionale maschile                      | Nazionale femminile              |                                      |
|                      |                                         |                                  |                                      |
| Pallanuoto           | Nazionale maschile                      | Nazionale femminile              |                                      |
|                      |                                         |                                  |                                      |
| Ginnastica ritmica   |                                         | Alessia Russo (nastro)           |                                      |
|                      |                                         |                                  |                                      |
| Tuffi                |                                         |                                  | Gabriele Auber (trampolino 1 m)      |
| Tuffi                | Trampolino 3 m sincro maschile          |                                  |                                      |
|                      |                                         |                                  |                                      |
| Calcio               |                                         |                                  | Nazionale maschile                   |
|                      |                                         |                                  |                                      |
| Taekwondo            |                                         |                                  | Antonio Flecca (58 kg)               |